# Zator naczyniowy

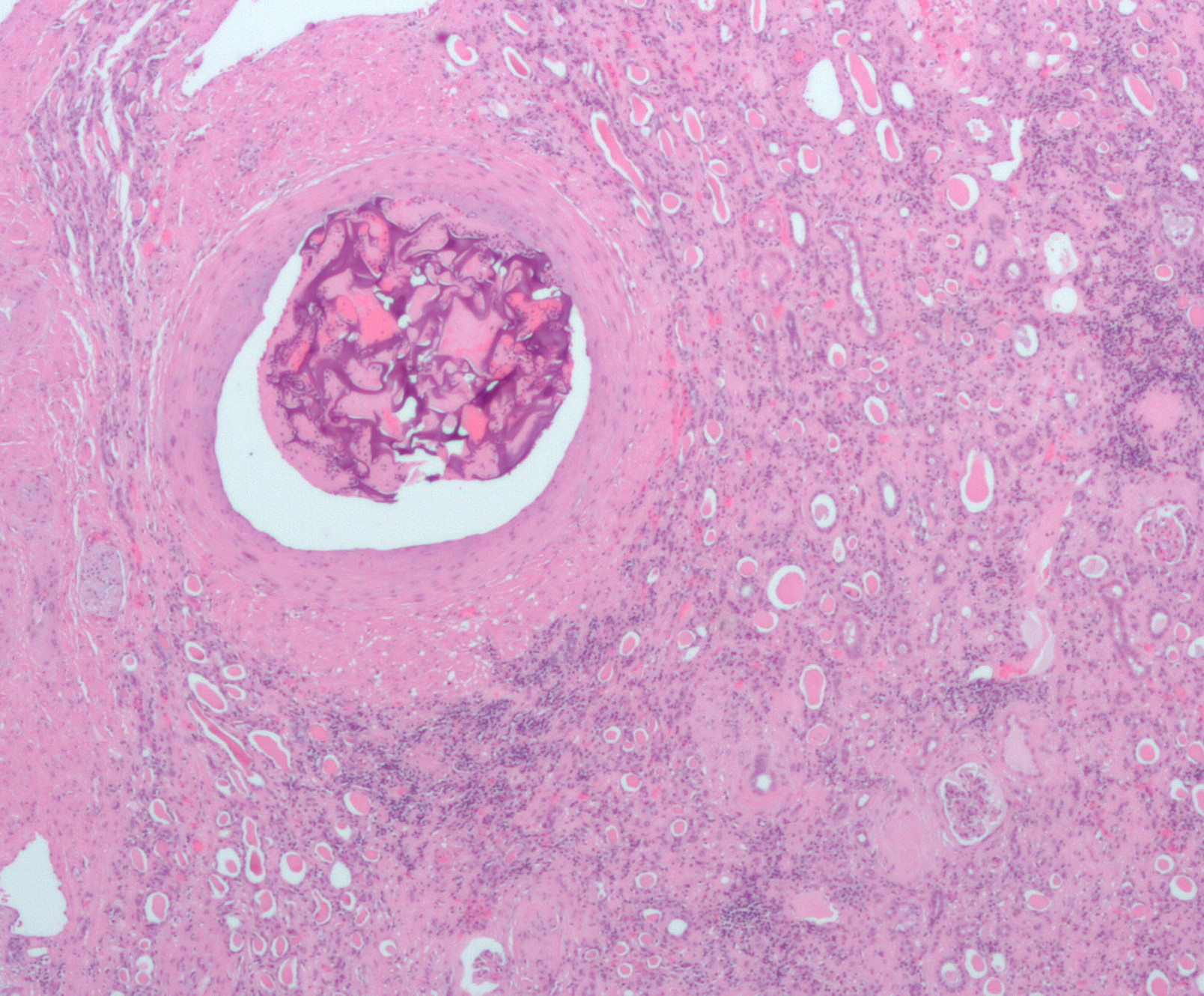
Zator w naczyniu krwionośnym w nerce

Zator (łac. embolia) – nagłe zamknięcie światła naczynia tętniczego (najczęściej), żylnego (w przypadku zatoru powietrznego) lub chłonnego przez czop zatorowy będący zakrzepem (skrzepliną), urwaną blaszką miażdżycową, cząsteczkami tłuszczu (np. po złamaniach kości), fragmentami tkanki nowotworowej, wodami płodowymi, bakteriami, pasożytami lub banieczkami gazu (zwykle azotu w przebiegu choroby kesonowej).
Zator tętnicy końcowej czynnościowo powoduje zawał. Jej zaczopowanie wskutek oderwania się skrzepliny z lewej komory lub lewego przedsionka serca prowadzi do niedokrwienia zaopatrywanego przez nią obszaru. Chory uskarża się wówczas na silny, nagły ból. Skóra kończyny staje się zimna i blada. Po pewnym czasie występują zaburzenia czucia oraz brak tętna na bardziej obwodowo położonych tętnicach. Czasem można zaobserwować zapadnięcie żył powierzchownych. Taka sytuacja najczęściej wymaga szybkiej embolektomii. Czasem istnieją wskazania do leczenia farmakologicznego (heparynaę, środki trombolityczne, ewentualnie długotrwałe leczenie doustnymi lekami przeciwzakrzepowymi). Zator w płucach jest natomiast przyczyną zatorowości płucnej i wynika najczęściej z żylnej choroby zakrzepowo-zatorowej.
Profilaktyka zatorów to przede wszystkim leczenie chorób sprzyjających ich powstawaniu (np. żylaki), zaburzenia rytmu serca, a także unikanie sytuacji prowokujących zakrzepice (np. długotrwały bezruch), a w razie braku możliwości wyleczenia choroby podstawowej – stosowanie leków przeciwzakrzepowych (głównie kwas acetylosalicylowy).

## Podział zatorów
Ze względu na materiał czopu zatorowego, zatory można podzielić na:
- zator skrzepliną – najczęściej występuje w związku z żylną chorobą zakrzepowo-zatorową, migotaniem przedsionków, tętniakiem serca lub aorty, wadami zastawki mitralnej, obecnością sztucznej zastawki serca lub protezy naczyniowej;
- zator oderwaną blaszką miażdżycową – najczęściej towarzyszy miażdżycy (jedna z najczęstszych bezpośrednich przyczyn zawałów serca), w przypadku oderwania blaszki miażdżycowej w naczyniach mózgowych skutkuje udarem niedokrwiennym mózgu;
- zator tłuszczowy – może powstawać po złamaniach kości, gdy fragmenty oderwanej z ich wnętrza tkanki tłuszczowej dostaną się do krwiobiegu;
- zator martwiczy – z obumarłych tkanek lub komórek (np. hepatocytów w przypadku gwałtownej martwicy wątroby);
- zator nowotworowy – z komórek nowotworowych lub fragmentu guza nowotworowego (może doprowadzić do powstania przerzutu, aczkolwiek mechanizm ten jest znacznie bardziej skomplikowany);
- zator płynem owodniowym (wodami płodowymi) – może powstawać jako powikłanie ciężkiego porodu, wody płodowe zawierają tromboplastynę, która, gdy dostanie się wraz z wodami płodowymi do krwiobiegu matki, może uruchomić proces wykrzepiania wewnątrznaczyniowego (co w efekcie spowoduje powstanie groźnej dla życia skrzepliny);
- zator septyczny – jego najczęstsze przyczyny to sepsa (posocznica) i infekcyjne zapalenie wsierdzia, powstaje z obumarłych tkanek, komórek mikroorganizmów (bakterii, grzybów lub pierwotniaków) oraz wykrzepionej krwi, może stanowić ognisko ropni przerzutowych[1];
- zator azotowy – w chorobie kesonowej;
- zator powietrzny – może powstać przy uszkodzeniu żył szyjnych, zabiegach w krążeniu pozaustrojowym oraz na miednicy w pozycji Trendelenburga, a także po iniekcji dużej ilości powietrza;
- zator substancją obcą – zator substancją wprowadzoną do ustroju, która dostała się do naczynia tętniczego przypadkowo (np. nieumiejętnie wstrzyknięty lub zanieczyszczony narkotyk albo steroid anaboliczno-androgenny, nieprawidłowo podany do iniekcji wyłącznie domięśniowych, wypełniacz kosmetyczny lub klej ortopedyczny) albo celowo (np. klej naczyniowy do zabiegów embolizacji, chemoembolizacji i dewaskularyzacji).